# Heliocontia trichostrota
Heliocontia trichostrota är en fjärilsart som beskrevs av Edward Meyrick 1913. Heliocontia trichostrota ingår i släktet Heliocontia och familjen nattflyn. Inga underarter finns listade i Catalogue of Life.